# Петропавловский сельский совет (Нововоронцовский район)
Петропавловский сельский совет (укр. Петропавлівська сільська рада) — входит в состав
Нижнесерогозского района
Херсонской области
Украины.
Административный центр сельского совета находится в 
с. Петропавловка
.

## Населённые пункты совета
- с. Петропавловка
- с. Майское
- с. Червоное